# 伊藤菜桜
伊藤 菜桜（いとう なお）は、日本のAV女優。

## 略歴・人物
2018年8月、「心音にこ（ここね にこ）」としてAVデビュー。ただし「心音にこ」デビュー作発売の前日に「高宮すず（たかみや すず）」名義での作品（DVDとVR）が発売されている。所属事務所はマインズ。
2019年6月6日より「伊藤菜桜」として新たにツイッターを開始。ティーパワーズ所属となり改名したことを報告。
2019年11月15日より「乙咲あいみ（おとさき あいみ）」として新たにツイッターを開始。所属事務所はバンビプロモーション。
2020年11月、跡美しゅりプロデュースのアイドルグループ「みっぴぃな」結成メンバーとなる。

## 出演作品

### アダルトDVD

#### 「高宮すず」名義
2018年
- 新人 清純アイドルAVデビュー 高宮すず 18歳Fカップ（8月24日、赤面女子）

#### 「心音にこ」名義
2018年
- 向かいの部屋の巨乳美女をこっそり覗いていると視線に気付かれ逆に自慢のデカパイを見せつけるかのように僕を誘惑し始め… 2（8月24日、DOC）※「にこ」名義
- 清楚で育ちも発育も良いFカップ美巨乳&極上スレンダーくびれお嬢様 H好きを隠してきた現役女子大生イキまくりAVデビュー（8月25日、kawaii*）
- 顔出し!女子大生限定 ザ・マジックミラー 徹底検証! リア友の素人大学生が2人っきりの密室内で初めての相互オナニー♥ 5 恋人にも見せたことのない公開オナニーで火照り出した友達を間近で見てしまった2人は友情よりも性欲を選びSEXをしてしまうのか? 人生初の真正中出しスペシャル! in池袋（9月7日、ディープス）
- 若者のセックス離れって本当!?街で見かけた一般の男女に謝礼でキスのお願い!その後二人っきりにさせたら謝礼なしで進展はあるのか!? 3（10月10日、ホットエンターテイメント）※「はずき」名義
- 嬲り撮り3Pセックス 「複数の男の人にメチャクチャにされたいんです…わたしって変態ですか…?」（10月13日、オーロラプロジェクト・アネックス）
- 合コンでお持ち帰りした女子を隠し撮り。 許可無しAV発売。 【其の26】（11月1日、変態紳士倶楽部）※「かや」名義
- 初めての極太ディルドで体ビクビク足腰ガクガク敏感おま○こトロトロ即イキ羞恥オナニー 制服女子編（11月1日、変態紳士倶楽部）
- 初めての極太ディルドで体ビクビク足腰ガクガク敏感おま○こトロトロ即イキ羞恥オナニー 丸ノ内OL編（11月1日、変態紳士倶楽部）
- 悪質シロウトナンパ 7 お願い!素股してくれませんか? カチカチ生チ●ポが直接アソコに擦れて思わず濡れちゃう女の子 ぬるぬるワレメにツルっと生挿入!（11月10日、ブリット）※「にいな」名義
- それ!お尻見えちゃってるよね!クラスメイトのニーハイ太ももとスカートが激ヤバに短くて下尻見えちゃってしかもプリプリお尻に食い込むTバック! ニーハイTバック女子○生の甘い吐息を聞きながら包み込まれました。（11月22日、SWITCH）
- 街角シロウトナンパ! vol.33ハタチの女子大生が初飲みデビューしたら…（11月23日、プレステージ）※「ことね」名義
- 自宅に連れ込んだ女子○生のパンチラ尻にバックからねじ込むデカチン即ハメ! 突然の挿入で即イキした敏感オマ○コはイってもやめない追撃ピストンで痙攣絶頂がとまらない! 未体験の大人チ○ポの虜になったデカ尻女子○生に激突き連続中出しSEX合計14発!（12月7日、ディープス）
- 連れ込み部屋 3 玩具責めで放置され、快楽堕ちした女2名（12月7日、MAD）
- センズリのお手伝いして下さい! 可愛い女の子に握らせて射精するまでシコらせch 5（12月10日、ブリット）

2019年
- 田舎育ちの純朴カメラ女子は精子好き 【専門学生】心音にこ 20歳（3月7日、アキノリ）
- 恥じらい赤面お漏らし絶頂S級素人ちゃんAV出演 地方出身大学生 押したらヤレそうなFカップ美巨乳（3月8日、S級素人）※「こころ」名義
- いくらでラブホ!? 素人美女はいくら払えば即ラブホOKなのか。ナンパ検証してみた!! 03（3月15日、プレステージ）
- 童貞さんいらっしゃい! 天使のような優しい巨乳介護士さんチャレンジ・ザ・ミッション! 授乳手コキ&おっぱいハグ! 恥じらい赤面素股プレイ中ぐちょぐちょマ●コにヌルッと挿入筆おろし 3（4月12日、S級素人）
- 一般男女モニタリングAV 大学生限定 姉弟の絆を試すドキドキお泊りミッションここに開催! 女子大生の姉はバイ○グラ100mgを飲んだ弟と一晩同じ部屋で過ごしたら近親相姦してしまうのか!? 軽はずみに飲んでしまったバイ○グラで弟のチ○ポはバッキバキに勃ちっぱなし! 理性がブッ飛んだ弟に迫られた姉はオマ○コを濡らし我慢できずに生ハメセックス! 禁断の姉弟中出しは1発限りでは収まらない!（5月7日、ディープス）
- 下着メーカーに就職したら男はボク1人でまわりは巨乳過ぎる女子社員だらけ! さらに社内で下着姿になるのは当たり前らしく目のやり場に困ってしまい勃起しまくりです!!当然勃起していたら女子社員に見つかりヤバいと思っていたけど女子社員たちは怒るどころか逆に興奮気味?特に残業ばかりで欲求不満の女子社員はボクの勃起に気付くと発情しまくり!?露骨に下着姿を見せつけてエロ過ぎる誘惑!!代わる代わる女子社員にこっそり社内でチ○ポをハメられまくり!何度も発射させられまくって女子社員たちの下着は精子でグチョグチョに!!（5月7日、Hunter）
- 本屋で立ち読みする制服姿の女子○生の短いスカートにソソられ思わずパンチラ盗撮。 でも真剣で気がつかないからガッツリ覗き込んでいると…何と!その子が万引き!!思わず「あっ」と声が出てしまうと目が合った!お互いにヤバイ状況のまま、周りにバレないよう本屋痴漢!感じるところを触っていたら触り合いになって、もうビンビン濡れ濡れ!ドキドキしながらガンガンに盛りあがる中出しセックスをしてしまいました!（5月23日、SOSORU×GARCON）
- 生中出し巨乳制服美少女 Vol.007（6月14日、BAZOOKA）
- 工場で働く地味で気弱な女子工員はセクハラされても何も抵抗できずに、来る日も来る日も男たちにいいように弄ばれ、何度中出しされても文句も言えずにただ黙ってティッシュで拭きとるだけ…（6月19日、あパッチ）
- 一般男女モニタリングAV 大手企業の内定を夢見る就活女子大生を面接中にノンストップザーメンぶっかけ! 合計51発 溜まりにたまった濃厚精子を大量に浴びせられてリクルートスーツ・髪・顔まで精子でべっとり! 初々しいJDオマ○コにデカち○ぽをねじ込みザーメンまみれSEX!!（6月19日、ディープス）
- 一般黒人男性×素人女子大生 ち○ぽが大きすぎて困っている日本在住の黒人男性が素人女子大生にお悩み相談! 彼氏の短小ち○ぽよりもはるかに大きい黒デカち○ぽの登場にハニかみながらも色白うぶマ○コは疼きだす! 9 子宮の奥まで届く未体験のガン突きセックスに激イキ64回!! 人生初の黒人ザーメン中出しスペシャル!（7月7日、ディープス）

#### 「伊藤菜桜」名義
2019年
- 第1回 夏の風物詩流しソーメン?ならぬ流しザーメン賞金GETチャレンジ! ザーメンをすくえなければ過激な罰ゲーム!（7月12日、S級素人）
- 本物全裸素人 局部パーツ限界接写ファイル（12月27日、S級素人）

#### 「乙咲あいみ」名義
2020年
- 制服びしょ濡れ雨宿り 濡れ透け姉と友達の10人に襲われて中出ししまくった大雨の放課後（1月13日、ムーディーズ）
- 居酒屋を切り盛りする美人若女将AVデビュー（1月13日、S級素人）※「みお」名義
- どっくあまちゅあちゃんねる vol.2（1月24日、DOC）
- なりきりナンパの職業どうでしょう CA編（1月25日、ビッグモーカル）
- 新人OLに媚薬を飲ませた上司の性交記録 vol.05（1月31日、PEEPING）
- 女性配送ドライバー仮設トイレ痴漢（2月7日、アパッチ）
- 修学旅行で東京に来た田舎のお嬢様学生をレ○プ!1匹目に友達を呼び出させ女子○生輪姦クルーズ!（2月20日、サディスティックヴィレッジ）※「愛美」名義
- SUKESUKE 21 視立SUKESUKE学園（3月6日、SUKESUKE）
- 一般男女モニタリングAV 初対面の女子大生と男子大学生がひとつ屋根の下で1時間に1回射精しなければいけない生活に挑戦! 2 初めましてで手コキ・オナホコキ・フェラ・セックス! 急速に仲が深まった男女のエスカレートする性欲は中出し1発限りでは収まらない! 4組合計発射数18発!（3月7日、ディープス）
- コタツの中で内緒で悪戯 「ちょっと!?彼氏に気づかれちゃうよぉ!」 カレの友人に寝取られ本気で生SEX! 3（3月10日、ブリット）
- 超絶可愛い女子●生ほど実はヤリマン!困った時は容姿を武器に生中出しOKでウリをする（3月13日、宇宙企画）
- 雑魚寝してたらボクの布団に友達の彼女が潜り込できて… 3 寝ぼけキスには彼氏のフリして応じておいて 目覚めて拒否るカノジョに「こんなに勃起させたのキミだから」とイキ声ガマンさせ何度も奥突き!（3月13日、Z-MEN）
- パンストを脱ぎかけた女上司の無防備な後ろ姿に超勃起! 4 ガマンできずそのまま一発！履かせてもう一発!!（3月13日、Z-MEN）
- 巨乳水着ギャルばかりを狙う海の家ナンパエステ 18（4月1日、変態紳士倶楽部）
- チャレンジ!タイマー電マ（4月1日、ライトハウス）
- お姉ちゃん、もうガマン出来ない…真夜中這うように忍び込んできた弟を受けいれ中出し（4月2日、グローリークエスト）
- 素人ナンパでセンズリ鑑賞 8 見るだけでいいんです!だからちょっと僕のチ●ポ見てもらえませんか?（4月7日、かぐや姫Pt）
- 円女交際 中出しoK ドM潮吹き就活生（4月7日、パコパコ団とゆかいな仲間たち）
- 2020年度 ソフト・オン・デマンド株式会社 全裸入社式 新卒社員20名の桃色ま○こ 超羞恥4時間スペシャル!（4月9日、SODクリエイト）※「渡辺未菜」名義
- 客の僕をダサいって超バカにしてたくせに…試着室で2人になった瞬間デカチン勃起見せつけたら、目をトロんとさせて完全にメスの顔で興奮しちゃった無防備露出の女性店員「お客様…内緒ですよ」（4月10日、SCOOP）
- 怒涛のアクメラッシュ 快感に耐えて突き進め!! 杭打ちディルドボールバウンドレース（4月13日、はじめ企画）
- 催淫洗脳された巨乳美女は嫌がりながらも淫乱ビッチになっていた。（4月25日、ダスッ!）
- SUPERパックリまんこアップ4時間SP vol.16（5月1日、サルトル映像出版）
- 痴漢オークション（5月7日、アパッチ）
- 「おばさんの私が下着を盗まれるなんて…」 4 自分を女として見てくれるというだけで人妻は発情してしまうので本当チョロい 7人全員撮り下ろし（5月7日、かぐや姫Pt）
- 本番禁止のデリヘルでヌルッと生挿入する悪質客の実態（5月21日、グローリークエスト）
- 挑発! ナマイキ娘のパンチラ足コキ 2（5月21日、グローリークエスト）
- 変態用務員の記録 脅迫!のぞかれた女たち 強●目隠し拘束挿入!（5月7日、東京スペシャル）
- 密室の性行為 風呂場でやる!（5月13日、FAプロ）
- 長〜いベロを持つスケベ人妻さんいらっしゃい! 壁からチ○ポが飛び出すチンしゃぶ部屋で10本舐めヌキに挑戦!! ザーメンまみれで舌を絡み付けるバキュームフェラがエロすぎる総射精数40発（5月13日、はじめ企画）

### VR

#### 「高宮すず」名義
2018年
- 新人VRデビュー（8月24日、エロタイム）

#### 「伊藤菜桜」名義
2019年
- 顔騎天国（4月27日、KMPVR）
- クンニVR（5月24日、KMPVR）
- べろを見続けるVR 2（5月24日、KMPVR）
- 自ら購入した媚薬オイルをヨガ講師に使用させ、旦那が出張中の間に他人の生チ●コを欲しがる変態若妻（6月4日、KMPVR-bibi-）
- 『指名リピート率No1の素人系デリヘル嬢』が友達の彼女だった! バレたらまずいという弱みに付け込み無理やりナマ挿入!!「危険日だから外にだして」と言われるほど興奮するチ●コからは何発も精子がどっぴゅ? 2（6月27日、KMPVR-bibi-）

#### 「乙咲あいみ」名義
2019年
- 憧れの委員長にヌルヌルに焦らされまくる！美少女同級生デリバリー中出しオイルマッサージ（11月30日、4K VR）

2020年
- 強制アクメ! 拘束マゾ雌連続イカセ（1月10日、CASANOVA）
- 甘え上手な舌出し彼女とラブラブエッチで生挿入（1月17日、CASANOVA）
- 悪徳AVプロデューサーになろうVR! 面接にきた美少女に何も知らないのをいいことにエロイ事を散々させて最後はナマ中出ししちゃうゲスの極み!!（1月29日、P-BOX VR）
- VR THE 漫画喫茶 絶対声を出せない状況で禁断の絶頂体験! Vol2（2月13日、VR総研9課）
- 俺が寝ているすぐ隣で彼女を寝取った友達は当たり前のように生中出しをする（3月6日、CASANOVA）
- VRドラマ劇場 レンタルオフィス 俺の妄想編（4月16日、VR総研9課）